# Toyota 94C-V

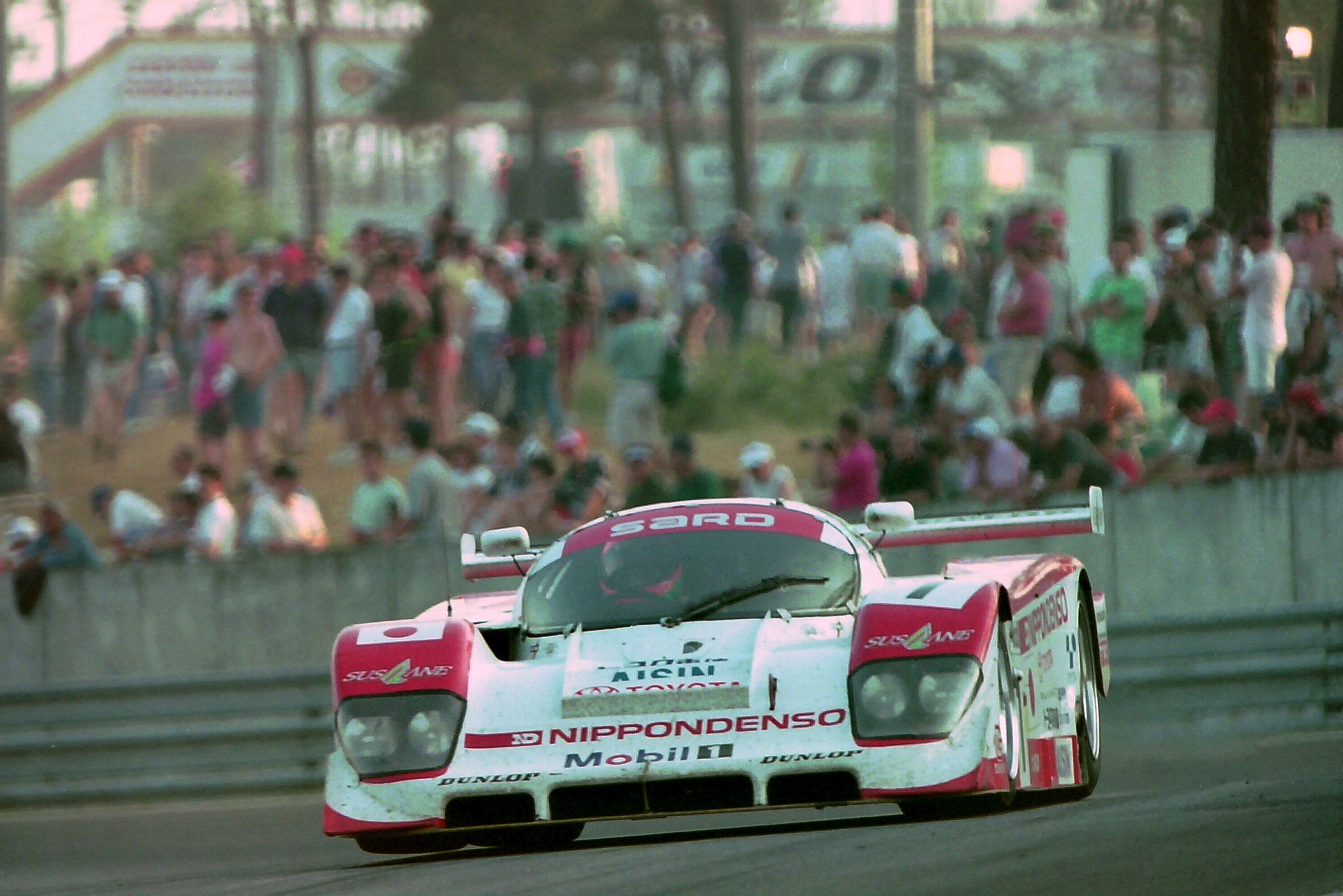
Der SARD-Toyota 94C-V von Eddie Irvine, Mauro Martini und Jeff Krosnoff beim 24-Stunden-Rennen von Le Mans 1994

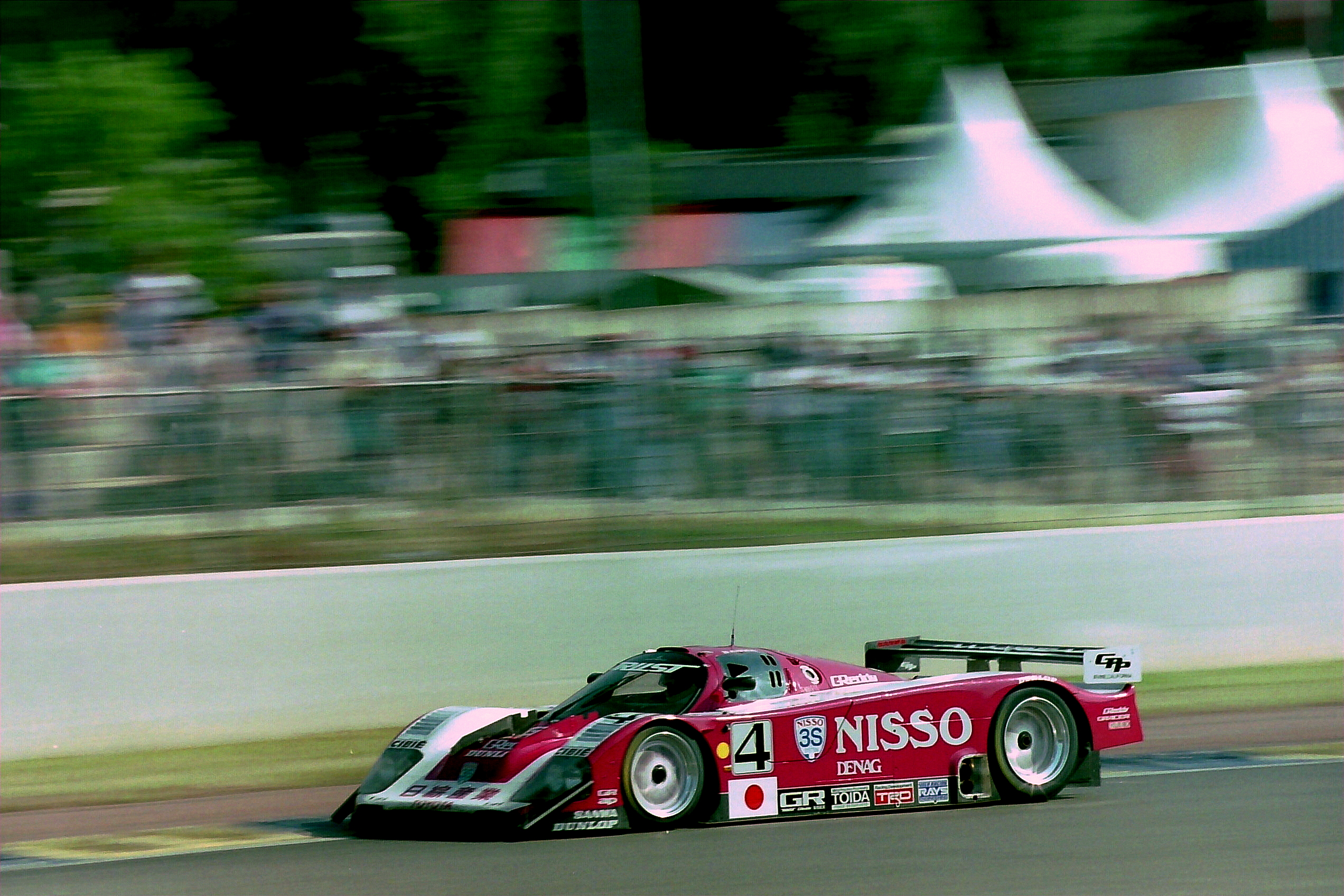
Und der Nisso-94C-V von Steven Andskär, George Fouché und Bob Wollek

Der Toyota 94C-V war ein LMP-Sportwagen, der im Herbst 1993 für den Einsatz bei Sportwagenrennen entwickelt wurde.

## Entwicklungsgeschichte und Technik
Der Toyota 94C-V war der letzte Toyota-Sportwagen der C-V-Serie, die 1988 mit dem 88C-V begonnen hatte. Technisch basierte der Wagen weitgehend auf dem 93er-Modell, dem 93C-V. Verbessert wurde der 3,6-Liter-V8-Turbomotor, der ein besseres Ansprechverhalten aus langsamen Kurven bekam. Da der Automobile Club de l’Ouest für das 24-Stunden-Rennen von Le Mans ein neues technisches Reglement entwickelt hatte, entsprach der 94C-V in Gewicht, Abmessungen und Turboladerleistung der neuen LMP1-C90-Klasse. Die Le-Mans-Prototypen ersetzten ab 1994 die Fahrzeuge der bisherigen Gruppe C.

## Renngeschichte
Großes Ziel des Toyota-Vorstands war der Gesamtsieg beim 24-Stunden-Rennen von Le Mans, wo die Vorzeichen günstig standen. Nach dem Sieg 1993 hatte Peugeot die Rennaktivitäten in der Sportwagenszene eingestellt und Toyota als einziges Werksteam zurückgelassen. Den Einsatz in Le Mans wickelten jedoch die japanischen Rennteams SARD und Nisso ab. Den SARD-94C-V mit der Startnummer 1 sollten Roland Ratzenberger, Mauro Martini und Jeff Krosnoff fahren. Ratzenberger, der seit 1990 Stammfahrer bei Toyota und SARD war, verunglückte auf einem Simtek S941 beim Qualifikationstraining zum Großen Preis von San Marino 1994 tödlich. Für ihn wurde Eddie Irvine nachgemeldet. Auf dem Fahrzeug blieb Ratzenberger als vierter Name neben den drei Startern bestehen. Den Nisso-94C-V mit der Startnummer 4 steuerten Steven Andskär, George Fouché und Bob Wollek, der einen erneuten Anlauf auf den Gesamtsieg unternahm.
Im Training zeigte sich, dass man bei Toyota die Gegnerschaft unterschätzt hatte. Der Testtag am 8. Mai wurde ausgelassen und im Qualifikationstraining waren die gut vorbereiteten Courage C32 ebenbürtig. Dennoch führte der SARD-94C-V lange das Rennen an und lag 90 Minuten vor dem Rennende mit Rundenvorsprung an der Spitze, als Getriebeprobleme den Wagen an die Boxen zwangen. Damit begann eine lange Serie von späten Toyota-Ausfällen, die von vielen Fachleuten bereits als Fluch bezeichnet wurden. Erst 2018 endete diese Ausfallserie und Toyota konnte den ersten Gesamtsieg einfahren. 1994 verhinderten die Getriebeprobleme den Gesamtsieg. Eddie Irvine konnte in der Schlussphase noch eine Runde aufholen um zumindest den zweiten Gesamtrang hinter einem Dauer 962 LM ins Ziel zu bringen. Der zweite Toyota wurde an der vierten Stelle klassiert.
Beim zweiten und letzten Renneinsatz, den Mauro Martini und Jeff Krosnoff beim 1000-km-Rennen von Suzuka 1994 bestritten, lag der SARD-Wagen überlegen in Führung, ehe ihn Martini bei einem Unfall irreparabel beschädigte.